# Кюллястинен, Кристо
Кристо Кюллястинен (эст. Kristo Külljastinen; 16 февраля 1985) — эстонский футболист, защитник и полузащитник, футбольный судья.

## Биография
В качестве игрока выступал в начале карьеры за клубы низших лиг Эстонии «Пайде ЯК» и «Волундер» (Таллин). С 2007 года играл в первой лиге за клуб «Флора» (Пайде), позднее переименованный в «Пайде ЛМ». По итогам сезона 2008 года со своим клубом пробился в высший дивизион, однако на этом уровне не смог стать стабильным игроком основного состава. Дебютировал в высшем дивизионе 14 марта 2009 года в матче против «Калева» Силламяэ, заменив на 41-й минуте Маргуса Рейнару. Всего в 2009—2010 годах сыграл 7 матчей в элите. В конце карьеры выступал за клуб «Кумаке», являвшийся резервной командой «Пайде».
С 2013 года судил матчи высшего дивизиона Эстонии. По состоянию на 2022 год работал главным арбитром на более чем 150 играх. В 2022 году был главным судьёй матча за Суперкубок Эстонии. Неоднократно привлекался к матчам еврокубков и молодёжных сборных в качестве резервного арбитра.